# Graham Dewes
Graham Dewes (ur. 24 stycznia 1982 w Suvie) – fidżyjski rugbysta grający na pozycji filara młyna, reprezentant kraju, uczestnik Pucharu Świata 2007, następnie trener.
Jego ojciec był Nowozelandczykiem, matka zaś pochodziła z wyspy Rotuma. Urodzony na Fidżi zawodnik przeprowadził się do Nowej Zelandii w wieku ośmiu lat.
W trakcie kariery sportowej reprezentował nowozelandzkie regionalne zespoły Thames Valley, a następnie Counties Manukau, grał także w klubie Auckland Marist oraz w juniorskich drużynach Auckland.
W latach 2007–2012 rozegrał dwadzieścia sześć testmeczów dla fidżyjskiej reprezentacji, w tym cztery w Pucharze Świata 2007. W tym właśnie turnieju zdobył swoje jedyne w karierze reprezentacyjnej przyłożenie, dające zwycięstwo i awans do ćwierćfinałów kosztem Walijczyków.
Aktywną karierę sportową zakończył w klubie Waipū, gdzie przez rok był grającym trenerem. W latach 2017–2019 doprowadził zespół kolejno do półfinałów, finału oraz do pierwszego w historii triumfu w regionalnych rozgrywkach Northland. Na poziomie regionalnym był odpowiedzialny za drużynę rezerw, a następnie został asystentem pierwszego trenera występującego w NPC zespołu Northland.